# 遠距離恋愛
遠距離恋愛（えんきょりれんあい）とは、恋人同士の居住地の物理的距離が離れた状態での恋愛関係をいう。どの程度の距離が「遠距離」にあたるかという具体的な定義は存在しない。
歌謡曲などポピュラー音楽の歌詞、恋愛映画や恋愛小説、漫画やアニメなどの作品の題材とされることも多い。

## 概要
主に結婚前に交際中のカップルについてこう呼ばれることが多いが、不倫関係にある場合も存在する。物理的距離が離れていても片思いの場合は一般的に「遠距離恋愛」とは呼ばれない。また結婚後の夫婦が転勤などにより別居を強いられると単身赴任となるが、それを指して「遠距離恋愛」とは一般的に呼ばれない。
遠距離恋愛の場合はデートをして直接会う機会が少なくなるため、手紙（文通）や電話、インターネット（電子メール、SNS）などが主な交流手段となることが多い。インターネットで知り合い恋愛関係になる「ネット恋愛」でも結果として遠距離恋愛になる場合がある。
日本では、12月21日を「遠距離恋愛の日」としている。

## ボッサードの法則
アメリカの心理学者ボッサードが発見した法則で、「男女間の物理的な距離が近いほど心理的な距離は狭まる」というものである。婚約中のカップル5,000組を調査したところ、33パーセントが半径5ブロック以内に住んでいた。2人の距離が離れているほど結婚に至る確率は低かったという。
逆に言えば、遠距離恋愛は成就しにくいことを示すものである。この法則を打ち破るには、頻繁に連絡を取るなどして互いの心理的距離が遠くならないようにすることが必要である。
遠距離の恋人に会いに行くには時間と交通費というコストがかかり、その対価として楽しい時間が得られる。恋人と少しでもうまくいかないことがあると、その大きなコストを負担することに抵抗を感じるようになる。人間は社会的交換理論に基づいて損得勘定をする傾向があるからである。

## 遠距離恋愛をテーマとした作品
- 木綿のハンカチーフ - 太田裕美の代表曲。松本隆の作詞家としての出世作ともなった。
- シンデレラ・エクスプレス - JR東海の東海道新幹線のテレビCM。詳細は当該記事を参照。
  - CMと元となったテレビ番組の主題歌に使用された松任谷由実の同名の楽曲。アルバム『DA・DI・DA』収録。
- ホフディラン - 楽曲に「遠距離恋愛は続く」「遠距離恋愛は続いた」がある。
- 逢いたい時にあなたはいない… - 1991年のテレビドラマ。「月9枠」全盛期の恋愛ドラマ。